# Советско-Никольское лесничество
Советско-Никольское лесничество чув.  — починок в Завьяловском районе Удмуртии, входит в Подшиваловское сельское поселение. Находится в 20 км к юго-западу от центра Ижевска.

## География
Советско-Никольское лесничество под номером 518351, 717949 входит в государственный каталог географических названий (АГКГН).
Ближайшие населённые пункты
- д. Подшивалово (↘ 2.3 км)
- с. Советско-Никольское (← 3.1 км)
- д. Сепыч (↗ 4.5 км)
- д. Верхняя Лудзя (↓ 5.3 км)
- д. Кузили (↑ 6.4 км)
- д. Новая Крестьянка (↘ 6.8 км)
- д. Козлово (↗ 7 км)
- поч. Садаковский (↓ 7 км)
- д. Ильинка (→ 7.2 км)
- поч. Митрюковский (← 7.4 км)
- д. Ленино (↑ 7.8 км)
- д. Лудзя-Норья (↓ 8 км)
- д. Курегово (↗ 8.4 км)
- д. Каравай-Норья (↘ 8.5 км)
- д. Курегово (↙ 8.9 км)
- д. Шудья (↗ 8.9 км)
- д. Можвай (↑ 9 км)
- поч. Можвай (↑ 9.1 км)
- д. Лудорвай (→ 9.5 км)
- д. Средний Постол (← 9.7 км

)

## Население
| 2010 | 2012 |
| ---- | ---- |
| 5    | ↘4   |